# Stein Eriksen
Stein Eriksen (Oslo, 11 de diciembre de 1927 - Park City, 27 de diciembre de 2015) fue un esquiador y medallista olímpico noruego.

## Biografía
Empezó participando en los Juegos Olímpicos de Sankt-Moritz 1948. Esquió en la modalidad de descenso, combinado y eslalon, obteniendo en este último su mejor resultado en las olimpiadas de 1948 con un puesto 29. Dos años más tarde participó en el mundial, haciéndose con la medalla de bronce. En 1952 volvió a las olimpiadas, celebradas en Oslo, obteniendo esta vez la medalla de oro en el gran eslalon, y la de plata en el eslalon. En 1954, de nuevo en los mundiales, ganó tres medallas de oro, siendo la última competición en la que obtuvo medalla.
Falleció el 27 de diciembre de 2015 en su casa de Park City, en Estados Unidos, a los 88 años de edad.